# Blanická brázda
Blanická brázda je geomorfologický okrsek tvořený systémem zlomů, který probíhá od Českého Brodu přes Tábor, České Budějovice až do Rakouska. Délka zlomu je zhruba 200 km. Vyznačuje se zakleslými permokarbonskými sedimenty a polymetalickým zrudněním. V oblasti brázdy lze nalézt četné pozůstatky  po těžbě zlata, stříbra a dalších rud, jejichž ložiska se vyskytovala  v místech tektonických poruch.
Brázda vznikla před 305 až 300 miliony lety. Následně se v ní uložil písek a jíl. Dnes je patrná jako široká sníženina. V severní části jí protéká řeka Blanice. V místech křížení s jáchymovským hlubinným zlomem vznikly Jihočeské pánve.